# 503
Cette page concerne l'année 503  du calendrier julien. Pour l'année 503 av. J.-C., voir 503 av. J.-C. Pour le nombre 503, voir 503 (nombre).
L'année 503 est une année commune qui commence un mercredi.

## Événements
- 10 janvier : prise d'Amida par les Perses sassanides[1].
- Juillet : une armée byzantine est écrasée par les Perses en Mésopotamie[2].
- Fin août : Kavadh assiège vainement Édesse[2].
- 17 et 24 septembre : échec de deux nouvelles tentatives de Kavadh contre Édesse[2].

- En Corée, le royaume de Saro prend le nom de Silla[3].
- Début du règne de Bhânugupta, empereur Gupta des Indes (503-530)[4].

## Naissances en 503
Pas de naissance connue.

## Décès en 503
Pas de décès connu.